# قائمة جوائز وترشيحات مسلسل المؤسس عثمان
المؤسس عثمان (بالتركية: Kuruluş Osman) هو مسلسل تلفزيوني درامي تاريخي تركي من تأليف محمد بوزداغ وبطولة بوراك أوزجيفيت وأوزجه تورير ويلدز جاغري عتيقسوي.   حصل المسلسل علي العديد من الجوائز. وقد فاز بوراك أوزجيفيت بثماني جوائز عن دوره في المسلسل، وحصلت أوزجه تورير على جائزتين عن دورها في المسلسل، حصلت يلدز جاغري عتيقسوي على جائزة واحدة عن دورها في المسلسل اعتبارا من عام 2021. فيما يلي قائمة جوائز و ترشيحات مسلسل المؤسس عثمان .

## نادي مشروع جامعة اسطنبول (الجوائز الذهبية 61نسخة محفوظة14 سبتمبر 2021 على موقعواي باك مشين.)
حصل بوراك أوزجيفيت على جائزة أفضل ممثل لهذا العام في نادي مشاريع جامعة إسطنبول (جوائز 61 الذهبية) لعام 2020.
في عام 2021، فاز المؤسس عثمان بثلاث جوائز أخرى؛ أفضل شركة إنتاج لهذا العام لشركة بوزداغ فيلم وأفضل مسلسل تلفزيوني لهذا العام لمسلسل المؤسس عثمان وأفضل ممثل لهذا العام لبوراك أوزجيفيت. تم ترشيح أوزجه تورير وبوراك أوزجيفيت لجائزة أفضل ثنائي تلفزيوني عن دورهما في دور السيد عثمان وبالا خاتون.
| سنة  | مرشح                        | الفئة                                         | نتيجة | مصادر |
| ---- | --------------------------- | --------------------------------------------- | ----- | ----- |
| 2020 | بوراك أوزجيفيت              | أفضل ممثل ذكر لهذا العام                      | فوز   | [ 3 ] |
| 2021 | بوزداغ فيلم                 | أفضل شركة إنتاج لهذا العام                    | فوز   | [ 4 ] |
| 2021 | المؤسس عثمان                | أفضل مسلسل تلفزيوني لهذا العام                | فوز   | [ 4 ] |
| 2021 | بوراك أوزجيفيت              | أفضل ممثل ذكر لهذا العام                      | فوز   | [ 4 ] |
| 2021 | بوراك أوزجيفيت وأوزجي تورير | أفضل ثنائي تلفزيوني (السيد عثمان وبالا خاتون) | رُشِّح   |       |

## جوائز التلفزيونية الدولية
فاز المؤسس عثمان بجائزة في حفل توزيع جوائز التلفزيونية الدولية لعام 2020 عن فئة أفضل مسلسل، ليصبح أول مسلسل تركي في التاريخ يحصل على هذه الجوائز.
| سنة  | مرشح         | الفئة      | نتيجة | مصادر |
| ---- | ------------ | ---------- | ----- | ----- |
| 2020 | المؤسس عثمان | أفضل مسلسل | فوز   | [ 5 ] |

| سنة  | مرشح               | الفئة                                | نتيجة | مصادر                     |
| ---- | ------------------ | ------------------------------------ | ----- | ------------------------- |
| 2020 | المؤسس عثمان       | مسلسل تلفزيوني لهذا العام            | فوز   | [ 6 ] [ 7 ]               |
| 2020 | محمد بوزداغ        | أفضل منتج لهذا العام                 | فوز   | [ 6 ] [ 7 ]               |
| 2021 | المؤسس عثمان       | مسلسل تلفزيوني لهذا العام            | فوز   | [ 8 ] [ 9 ] [ 10 ] [ 11 ] |
| 2021 | محمد بوزداغ        | أفضل منتج لهذا العام                 | فوز   | [ 8 ] [ 9 ] [ 10 ] [ 11 ] |
| 2021 | بوراك أوزجيفيت     | أفضل ممثل لهذا العام                 | فوز   | [ 8 ] [ 9 ] [ 10 ] [ 11 ] |
| 2021 | يلدز جاغري عتيقسوي | أفضل ممثلة مسلسل تلفزيوني لهذا العام | فوز   | [ 8 ] [ 9 ] [ 10 ] [ 11 ] |

## جوائز كريستال غلوب
تعتمد جوائز كريستال غلوب على تصويت الناس. فاز أربعة ممثلين من طاقم المسلسل بجائزة في حفل أقيم في جراند جواهر. 
| سنة  | مرشح        | فئة                            | نتيجة | مصادر                |
| ---- | ----------- | ------------------------------ | ----- | -------------------- |
| 2020 | أوزجي تورير | أفضل ممثلة لهذا العام          | فوز   | [ 13 ] [ 14 ] [ 15 ] |
| 2020 | أيسين غورلر | أفضل ممثلة لاول مرة لهذا العام | فوز   | [ 12 ] [ 16 ]        |
| 2020 | أمل ديدي    | أفضل ممثلة مساعدة لهذا العام   | فوز   | [ 12 ] [ 16 ]        |
| 2020 | أوغوز كارا  | أفضل ممثل طفل لهذا العام       | فوز   | [ 12 ]               |

## الإعلام أوسكار التركي
فاز بوراك أوزجيفيت بجائزة أفضل ممثل لهذا العام في جائزة الأوسكار الإعلامية التي تمنحها جمعية صحفية الإذاعة والتلفزيون في تركيا .
| سنة  | مرشح           | الفئة                    | نتيجة | مصادر  |
| ---- | -------------- | ------------------------ | ----- | ------ |
| 2020 | بوراك أوزجيفيت | أفضل ممثل ذكر لهذا العام | فوز   | [ 17 ] |

## جوائز مجلة الجودة 2021
| سنة  | مرشح           | الفئة               | نتيجة | مصادر  |
| ---- | -------------- | ------------------- | ----- | ------ |
| 2021 | بوراك أوزجيفيت | أفضل ممثل ذكر       | فوز   | [ 18 ] |
| 2021 | المؤسس عثمان   | أفضل مسلسل تلفزيوني | فوز   | [ 18 ] |

| سنة  | مرشح           | الفئة                              | نتيجة | مصادر  |
| ---- | -------------- | ---------------------------------- | ----- | ------ |
| 2021 | المؤسس عثمان   | أفضل مسلسل تلفزيوني لهذا العام     | فوز   | [ 19 ] |
| 2021 | بوراك أوزجيفيت | أفضل ممثل لهذا العام               | فوز   | [ 19 ] |
| 2021 | أوزجه تورير    | أفضل ممثلة لهذا العام              | فوز   | [ 19 ] |
| 2021 | أمل ديدي       | أفضل الممثلين المساعدين لهذا العام | فوز   | [ 19 ] |
| 2021 | أيسين غورلر    | أفضل الممثلين المساعدين لهذا العام | فوز   | [ 19 ] |

## الجوائز الأوروبية
| سنة  | مرشح           | الفئة               | نتيجة | مصادر  |
| ---- | -------------- | ------------------- | ----- | ------ |
| 2021 | المؤسس عثمان   | أفضل مسلسل تلفزيوني | فوز   | [ 20 ] |
| 2021 | بوراك أوزجيفيت | أفضل ممثل           | فوز   | [ 20 ] |
| 2021 | محمد بوزداغ    | أفضل منتج           | فوز   | [ 20 ] |

## جوائز الكريستال الماسية
| سنة  | مرشح         | الفئة                          | نتيجة | مصادر  |
| ---- | ------------ | ------------------------------ | ----- | ------ |
| 2021 | المؤسس عثمان | أفضل مسلسل تلفزيوني لهذا العام | فوز   | [ 21 ] |
| 2021 | محمد بوزداغ  | أفضل منتج لهذا العام           | فوز   | [ 21 ] |

## جوائز مون لايف
| سنة  | مرشح         | الفئة                          | نتيجة | مصادر  |
| ---- | ------------ | ------------------------------ | ----- | ------ |
| 2021 | المؤسس عثمان | أفضل مسلسل تلفزيوني لهذا العام | فوز   | [ 21 ] |

## جوائز أياكلي غازيت لممثلين التلفزيون
| سنة  | مرشح            | الفئة                             | نتيجة | مصادر  |
| ---- | --------------- | --------------------------------- | ----- | ------ |
| 2021 | بوراك أوزجيفيت  | أفضل ممثل                         | فوز   | [ 22 ] |
| 2021 | محمد بوزداغ     | أفضل كاتب سيناريو لمسلسل تلفزيوني | فوز   | [ 22 ] |
| 2021 | نور الدين سونمز | أفضل ممثل مساعد                   | فوز   | [ 22 ] |

1. ↑  بعض مجموعات الجوائز لا تمنح فائزًا واحدًا فحسب. إنهم يتعرفون على العديد من المستلمين المختلفين، ويحصلون على المركز الثاني، ويحصلون على المركز الثالث. نظرًا لأن هذا تقدير محدد ويختلف عن خسارة جائزة، فإن ذكر المركز الثاني يعتبر فوزًا في رصيد الجوائز هذا. للتبسيط وتجنب الأخطاء، يُفترض أن كل جائزة في هذه القائمة لديها ترشيح مسبق.

- قائمة حلقات المؤسس عثمان
- قائمة شخصيات المؤسس عثمان